# مارتین واگنر

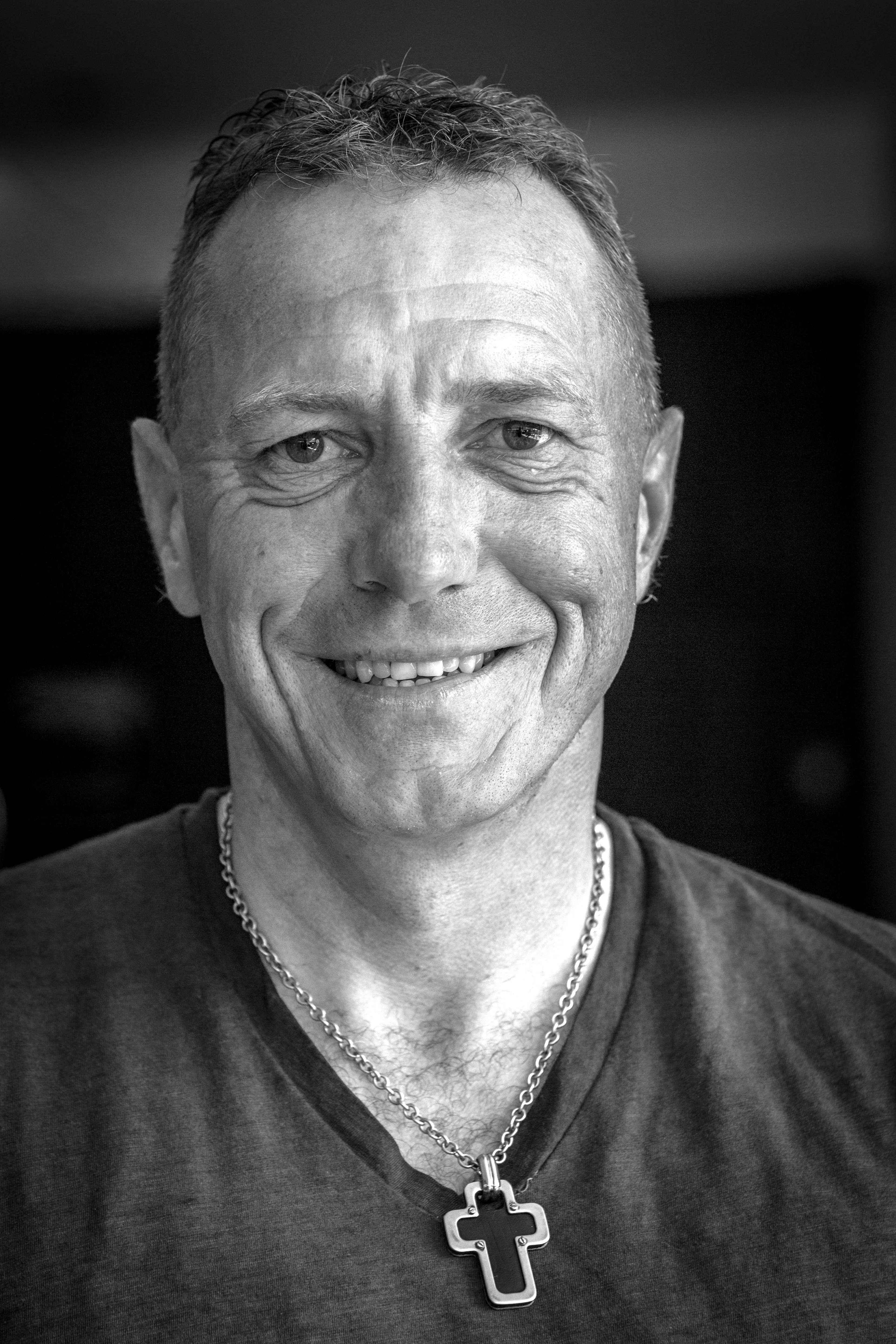
مارتین واگنر

مارتین واگنر (به آلمانی: Martin Wagner) بازیکن فوتبال و هافبک اهل آلمان است که از سال ۱۹۹۲ میلادی عضو تیم ملی فوتبال آلمان بوده‌است. وی در ۶ بازی ملی حضور داشته است و آخرین بازی ملی خود را در سال ۱۹۹۴ میلادی انجام داد. مارتین واگنر در بازی‌های ملی‌اش گلی به ثمر نرساند.